# シリアの都市の一覧

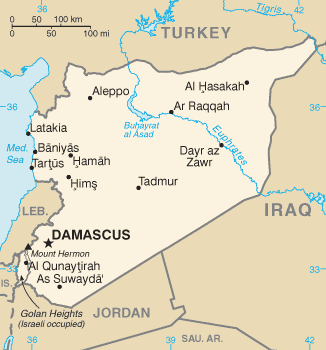
シリアの地図

シリアの都市の一覧。首都はダマスカス。

## 一覧
ダマスカス県
- ダマスカス - 首都。県庁所在地

リーフ・ディマシュク県
- ダマスカス - 首都。県庁所在地
- ザバダニ
- マアルーラ

クネイトゥラ県
- クネイトゥラ - 県庁所在地。ゴーストタウン

ダルアー県
- ダルアー - 県庁所在地
- ハバブ

スワイダー県
- スワイダー - 県庁所在地

ホムス県
- ホムス - 県庁所在地
- タドモル（パルミラ）

タルトゥース県
- タルトゥース - 県庁所在地
- バニヤース
- サフィータ

ラタキア県
- ラタキア - 県庁所在地
- ジャブラ

ハマー県
- ハマー - 県庁所在地
- マスヤーフ

イドリブ県
- イドリブ - 県庁所在地
- マアッラト・アン＝ヌウマーン

アレッポ県
- アレッポ - 県庁所在地。人口最大の都市
- アイン・アル＝アラブ（コバニ）
- アフリーン
- アル＝バーブ
- ダービク
- マンビジ

ラッカ県
- ラッカ - 県庁所在地
- タル・アブヤド

デリゾール県
- デリゾール - 県庁所在地
- アブ・カマル

ハサカ県
- ハサカ - 県庁所在地
- カーミシュリー
- マリキヤ
- ラース・アル＝アイン

## 人口上位10都市(2009年)
| 順位 | 都市           | アラビア語 | 人口      | 所属           |
| ---- | -------------- | ---------- | --------- | -------------- |
| 1.   | アレッポ       | حلب        | 2,181,061 | アレッポ県     |
| 2.   | ダマスカス     | دمشق       | 1,711,000 | ダマスカス県   |
| 3.   | ラタキア       | اللاذقية   | 424,392   | ラタキア県     |
| 4.   | ラッカ         | الرقة      | 338,773   | ラッカ県       |
| 5.   | ハマー         | حماة       | 312,994   | ハマー県       |
| 6.   | ハサカ         | الحسكة     | 251,570   | ハサカ県       |
| 7.   | デリゾール     | دير الزور  | 239,196   | デリゾール県   |
| 8.   | ホムス         | حمص        | 200,000   | ホムス県       |
| 9.   | カーミシュリー | القامشلي   | 184,231   | ハサカ県       |
| 10.  | タルトゥース   | طرطوس      | 162,980   | タルトゥース県 |